# Mitxel Lakuntza Vicario
Mitxel Lakuntza Vicario   (Pamplona, 10 de maig de 1976) és un tècnic d'electrònica i sindicalista basc. Des de l'any 2004 coordinador principal del sindicat ELA a Navarra i en el congrés extraordinari celebrat el 5 d'abril de 2019 va ser nomenat secretari general d'ELA.

## Trajectòria
El seu pare era electricista i d'aquí va sorgir el seu propòsit d'estudiar electrònica industrial. Va començar a treballar a Gamesa i l'any 1999 es va afiliar a ELA. Va ser delegat sindical i l'any 2001 es va incorporar a l'estructura del sindicat, inicialment com a membre alliberat a la comarca de Sakana i, posteriorment, com a gerent de diverses federacions.
L'any 2004, amb 28 anys, va esdevenir el coordinador d'ELA a Navarra, en substitució de Jose Mari Otaegi. Sota el seu lideratge, ELA es va convertir en la tercera força sindical de Navarra. El desembre de 2018, el comitè nacional d'ELA va proposar substituir Adolfo Muñoz com a secretari general i el 5 d'abril de 2019 la militància va avalar el nomenament en el congrés extraordinari celebrat al Palau de Congressos i Auditori Kursaal de Sant Sebastià.